# Charles Miller Fisher
Pour les articles homonymes, voir Charles Fisher, Miller et Fisher.
Charles Miller Fisher, ou C. Miller Fisher, né le 5 décembre 1913 à Waterloo en Ontario et mort le 14 avril 2012 à Albany, dans l'état de New York, est un neurologue canadien à qui l'on doit plusieurs découvertes originales,.

## Biographie
Il fait ses études de médecine à l'université de Victoria puis à la faculté de médecine de l'université de Toronto où il obtient son diplôme de médecin (MD) en 1938. En 1940, il se porte volontaire pour servir dans la marine royale canadienne, mais est rapidement transféré dans la Royal Navy qui a, à ce moment, un besoin urgent d'officiers de santé à bord de ses navires. En avril 1941, il est le médecin de bord du croiseur auxiliaire HMS Voltaire quand ce navire est coulé à environ 1200 km à l'ouest des îles du Cap-Vert. Ayant été obligé de sauter par-dessus bord, et après avoir passé près de 6 heures dans l'eau, il est repêché par les Allemands avec les 196 autres survivants du naufrage. Il sera prisonnier des Allemands jusqu'à la fin de la guerre et profite de sa détention pour apprendre l'allemand et lire dans cette langue toute la littérature médicale qu'il parvient à se procurer. Il est rapatrié en septembre 1944, dans le cadre d'un échange de prisonniers blessés. Après la guerre, il reprend le cours de sa carrière au Canada.
il passe l'année 1949 au Massachusetts General Hospital, puis travaille quelques années à Montréal. En 1954 il réintègre le Massachusetts General dans le service des accidents cérébrovasculaires, inaugurant ainsi une longue carrière de spécialiste neurovasculaire.
En 1956 il décrit la variante du syndrome de Guillain-Barré à laquelle il laissera son nom. En 1952 Fisher reçoit le prix du Collège Royal de médecine du Canada. Il entrera de son vivant, en 1998 au Temple de la renommée médicale canadienne. On lui doit aussi la description clinique des accidents ischémiques transitoires (AIT). Il démontre par une série d'études pathologiques la relation entre AVC et formation de caillots dans le cœur des patients atteints de fibrillation auriculaire. Il a grandement contribué à l'usage actuel des anticoagulants pour la prévention des AVC dans la fibrillation auriculaire. Il a également montré la relation entre l'AVC et la sténose des artères carotides, ce qui a rendu possible la chirurgie préventive et ainsi permis de réduire la prévalence des AVC.
Il est l'un des fondateurs du service de neurologie vasculaire du Massachusetts General Hospital[réf. nécessaire].